# International Journal of Ad Hoc and Ubiquitous Computing
International Journal of Ad Hoc and Ubiquitous Computing is een internationaal, aan collegiale toetsing onderworpen wetenschappelijk tijdschrift over Pervasive computing. De naam wordt in literatuurverwijzingen meestal afgekort tot Int. J. Ad Hoc Ubiq. Co. Het wordt uitgegeven door Inderscience Publishers en verschijnt 12 keer per jaar.